# Kétcsíkos tövisescincér
A kétcsíkos tövisescincér (Rhagium bifasciatum) a rovarok (Insecta) osztályának a bogarak (Coleoptera) rendjébe, ezen belül a mindenevő bogarak (Polyphaga) alrendjébe és a cincérfélék (Cerambycidae) családjába tartozó faj.

## Előfordulása
A kétcsíkos tövisescincér Európa déli és középső részein fordul elő. További állományai találhatók Törökországban és a Kaukázus környékén.

## Megjelenése
A kétcsíkos tövisescincér testhossza 20–24 milliméter. Mindkét szárnyfedőjének közepén, két-két jól kivehető, világossárga foltok vannak. A kutatók eddig tizenhét különböző mintázatot figyeltek meg ennél a cincérfajnál.

## Életmódja
Az imágó különböző lombhullatók leveleivel és tűlevelekkel táplálkozik.

## Szaporodása
A nőstény a petéit, korhadó fákba, főleg fenyőfélékbe (Pinaceae) rakja le. Kikelése után, a lárva két éven keresztül ezzel a rothadó faanyaggal táplálkozik; járatokat rágva belé. Miután elérte maximális méretét, a lárva bebábozódik. A fából a kifejlett imágó jön elő.